# Eviphidoidea
Eviphidoidea Berlese, 1913 é uma superfamília de ácaros da ordem Mesostigmata que inclui cinco famílias e mais de 500 espécies.

## Taxonomia
A superfamília Eviphidoidea inclui as seguintes famílias:
- Eviphididae Berlese, 1913
- Macrochelidae Vitzthum, 1930
- Megalolaelapidae
- Pachylaelapidae Berlese, 1913
- Parholaspididae Evans, 1956